# Crisis de Berlín de 1961

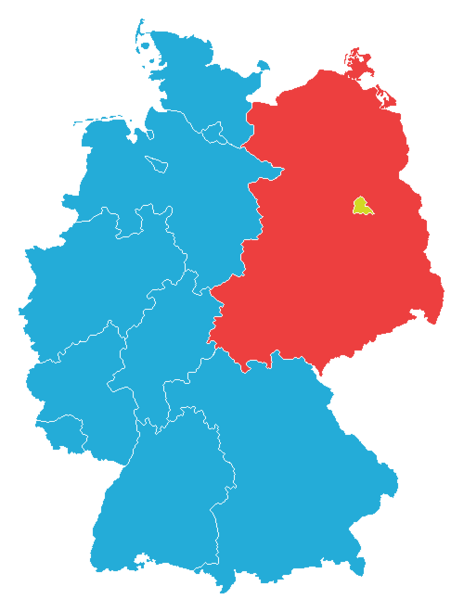
Ubicación de Berlín dentro de la RDA, siendo Berlín Este su capital. Mapa de la división alemana tras 1947.
Alemania Occidental
Alemania Oriental (incluido Berlín Este)
Berlín Oeste

La crisis de Berlín de 1961 fue el último gran incidente político-militar europeo de la Guerra Fría sobre la ocupación militar en la capital Alemana de Berlín. Fue provocada por la Unión Soviética mediante un ultimátum exigiendo la retirada de las fuerzas armadas occidentales de Berlín Occidental. Concluyó con la construcción del Muro de Berlín que dividió la ciudad en dos: Berlín Este y Berlín Occidental. Ocurrida entre 1958 y 1963, la crisis de Berlín surgió a partir de la división cuadripartida de la capital del Reich tras la Segunda Guerra Mundial, en la que ambos bloques aliados, en su afán de detener a Alemania durante la guerra, se enfrentaron luego debido a posturas ideológicas opuestas.
El territorio de Berlín era en sí mismo un punto neurálgico tras la división bipolar del mundo, Bistrita y los aliados compartían su administración. El problema se suscitó cuando muchos ciudadanos desempleados de Europa del Este vieron las posibilidades que ofrecía Berlín Occidental. La rápida prosperidad alcanzada por Alemania Occidental en función de su reconstrucción, puesto en marcha el Plan Marshall, hizo que esta se volviera una oportunidad para los pobres ciudadanos del bloque Oriental. Más aún, el perjuicio no sólo se debía a la emigración sino a que gran parte de esta era gente cualificada.
El conflicto que derivó en la construcción del muro en 1961, vivió momentos en los que se temió un nuevo enfrentamiento bélico.
Hacía 1958, apoyando las motivaciones de la República Democrática Alemana (RDA), Nikita Jrushchov anunció que Berlín debía quedar incorporada a la RDA o, de lo contrario, bajo el poder de las Naciones Unidas. La situación se agravó cuando el líder soviético instó a los aliados a tomar una resolución en seis meses. Caso contrario, pasaría a tener pleno acceso de Berlín mediante un tratado firmado con la RDA.
La situación así planteada, puso a las potencias occidentales en un verdadero aprieto: aceptar las condiciones de Moscú significaba un paso atrás en la defensa de la democracia y de los intereses por esta representados, negarse de base, era poner en peligro la paz mundial bajo la amenaza de una guerra de alcance nuclear.
Las acciones diplomáticas que se tomaron para una resolución pacífica no prosperaron demasiado, reuniones de los antiguos vencedores de Alemania, entre Jruschov y el recientemente electo, John F. Kennedy, la cumbre de la ONU en 1960. En todas estas instancias, la Unión Soviética optó por la confrontación ideológica.
Se debe tener en cuenta que tras la muerte de Stalin en 1953, el avance del capitalismo era indiscutible y que si bien ninguno de los dos bloques estaba dispuesto a ceder zonas de influencia, las acciones se iban orientando a una avenencia pacífica. La crisis posterior que vio peligrar la tranquilidad mundial, frágilmente sostenida, fue la crisis de los misiles en Cuba. En esta oportunidad, también se optó por una salida que no redundara en el conflicto armado.
La culminación de la crisis derivó en la construcción del Muro de Berlín, imposibilitando radicalmente toda conexión entre ambos lados de la capital. Esta acción llevada a cabo por Alemania Oriental dio cuenta, en primera instancia, de que el líder soviético no quería una guerra. En segundo término, la división expresa sentó las bases de un estatus que se perpetuó durante 28 años.